# Samuel Yeboah
Samuel Yeboah, né le 25 juin 1986 à Accra, est un footballeur international ghanéen. Il évolue au poste d'attaquant.

## Biographie
Il remporte le championnat moldave à deux reprises. Il se classe meilleur buteur du championnat du Ghana lors de la saison 2004, puis meilleur buteur du championnat d'Israël en 2007-2008 avec 15 buts.
Il joue 18 matchs en Coupe de l'UEFA / Ligue Europa, inscrivant cinq buts.
Avec les Black Stars, il honore trois sélections entre 2008 et 2009, lors de deux matchs amicaux contre l'Afrique du Sud et l'Égypte, puis lors d'un match des qualifications pour la Coupe du monde 2010 contre le Bénin, se soldant par une défaite (0-1).

## Palmarès
- Champion de Moldavie en 2005 et 2006 avec le Sheriff Tiraspol
- Champion d'Israël en 2010 avec l'Hapoël Tel-Aviv
- Champion de Belgique en 2011 avec le KRC Genk